# L'Hermitière
L'Hermitière era una comuna francesa situada en el departamento de Orne, de la región de Normandía, que el 1 de enero de 2016 pasó a ser una comuna delegada de la comuna nueva de Val-au-Perche al fusionarse con las comunas de Gémages, La Rouge, Le Theil, Mâle y Saint-Agnan-sur-Erre.

## Demografía
| Gráfica de evolución demográfica de L'Hermitière entre 1800 y 2013 |
|                                                                    |

Los datos demográficos contemplados en este gráfico de la comuna de L'Hermitière se han cogido de 1800 a 1999 de la página francesa EHESS/Cassini, y los demás datos de la página del INSEE.